# حمد البلوشی
حمد البلوشی (انگلیسی: Hamad Al-Bloushi؛ زادهٔ ۱۵ ژوئیهٔ ۱۹۹۵) بازیکن فوتبال اهل امارات متحده عربی است.